# Ethan od Athosa
Ethan od Athosa je znanstveno fantastična priča koju je napisala Lois McMaster Bujold.
Uz priče Slobodni pad i Snotkalčeva nedoumica jedina knjiga čija se radnja ne odvija oko Milesa. Milesova djevojka zapovjednica Elli Quinn od Slobodnih dendarijskih plaćenika ovdje ima glavnu ulogu zajedno s dr. Ethanom Urquhartom, šefom Centra za reprodukciju s izolirane i slabo naseljene kolonije Athos.
Priča se odvija oko dr. Ethana Urquharta, čiji cilj da i sam postane roditelj postaje upitan kad nenadano počnu odumirati jajašca u inkubatorima. Nakon što je nova pošiljaka kultura jajnih stanica netragom nestala, prati se njegov pohod na stanicu Kline kako bi saznao što se zapravo dogodilo i kako bi spasio egzistenciju jedne čitave kulture.
Kronološki radnja se odvija istovremeno kad i zbivanja opisana u Cetagandi. Samo ime Athos, najvjerojatnije se odnosi na planinu Atos u Grčkoj.
Knjiga je izdana 1986. godine. 

## Radnja priče
Na planetu Athosu postoji stroga kontrola populacije i svi koji se rađaju su isključivo muškarci. Provodi se cenzura i prohibicija u odnosu na sve što se tiče žena. Djeca se rađaju iz izvanmaterničkih replikatora (umjetne maternice), ali jajne stanice koje su ujedno jedini izvor ljudskih jajnih stanica, su prestare i počele su odumirati (preko 200 godina su bile u uporabi). Nova pošiljka kultura jajnih stanica, a za koje je planet izdvojio poprilični iznos novca, bile su zamijenjene ili s mrtvim ili sa životinjskim jajnim stanicama. Populacijsko Vijeće postavlja Ethana za predstavnika planeta i naređuju mu da otkrije gdje se nalazi nova pošiljka naručenih stanica, kao i da pronađe dostavljača koji je izvršio dostavu kako bi po mogućnosti uspio vratiti uplaćeni novac.
Lois McMaster Bujold govori o Athosu kao o "samostanskom" planetu, jer kao i kod današnjih samostana svi njegovi stanovnici su muškarci. Ova specifična kultura razvila se iz filozofije prvih kolonista, koji su bili religijski fanatici, i u potrazi za skloništem od žena, koje su okarakterizirali kao "demonske" zbog "ludila" koje izazivaju kod muškaraca, su kolonizirali planet Athos. Pogrdno je i pogrešno od ostalih okarakteriziran kao "planet pedera". Iako se većina partnera koji zajedno odgajaju djecu obično nalaze i u romantičnim i seksualnim vezama koji nalikuju homoseksualnim parovima u našem društvu, ipak i na Athosu postoje heteroseksualci. Oni su međutim prisiljeni da žive u celibatu jer nisu u prilici da ikada upoznaju ženu, to ide do te mjere da im čak nije poznat ni izgled žene. Stanovnici ostvaruju "kućne bodove" prema reprodukciji, što uključuje kulture jajašaca koje su bile uzete od žena. Ipak malo Atožana zna da podjednako potječu i od žena i od muškaraca, jer jajne stanice nose samo vlasničine inicijale.
Ethanov prvi susret sa ženom zbio se dok je tražio upute od zapovjednice Elli Quinn, dok je ona bila na svojem godišnjem odmoru (prvom nakon deset godina). Zapravo je Elli na svojem prvom samostalnom zadatku nakon operacije lica opisane u Pripravniku za ratnika. Ethan otkriva kako on nije jedini koji traži nestale kulture jajnih stanica. U pokušaju da otkrije gdje se zapravo nalazi pošiljka, upliće se u plan otmice lovaca na glave genetskih eksperimenata, a koji traže bjegunca kojemu su poznate informacije o tajanstvenom genetskom eksperimentu koji je nekako povezan s nestalim kulturama jajnih stanica.
Čini se da je Ethan osobno gay, jer na njega nije utjecala prisutnost žene. Za razliku od toga osjeća seksualnu privlačnost prema Terranu-C muškom genetskom eksperimentu, koji se spominje u priči. Nakon nekih neočekivanih i slučajnih događaja Ethan i Elli uspijevaju doći do jajnih stanica. Na kraju Ethan moli Elli da daruje i malo svojih jajnih stanica da ih uz ostala otpremi na Athos.